# Zenevredo
Zenevredo är en ort och kommun i provinsen Pavia i regionen Lombardiet i Italien. Kommunen hade 474 invånare (2018).